# John Diehl
John Henry Diehl, bardziej znany jako John Diehl (ur. 1 maja 1950 w Cincinnati) – amerykański aktor i producent filmowy i telewizyjny.

## Życiorys
Urodził się w Cincinnati w Ohio, gdzie ukończył St. Xavier High School. Początkowo mieszkał w Holandii i pracował jako sprzedawca używanych samochodów. Przez kilka lat również podróżował wokół Europy. Brał udział w rozmaitych awangardowych i eksperymentalnych realizacjach filmowych.
Na ekranie grywał tradycyjnych drobnych złodziejaszków, punków (Ucieczka z Nowego Jorku (Escape From New York, 1981) obok Kurta Russella), zabójców (Anioł zemsty (Angel, 1984) z Susan Tyrrell i Rory Calhounem), psychopatów i malkontentów (Być dziwką (Whore, 1991) Kena Russell z Theresą Russell). Stał się znany telewidzom jako luzacki hawajski oficer śledczy Lawrence „Larry” Zito w serialu Policjanci z Miami (Miami Vice, 1984-87). W filmie Upadek (Falling Down, 1993) wystąpił jako normalny podmiejski tata na przyjęciu.
27 maja 1992 r. poślubił piosenkarkę Julie Christensen. Mają syna Jacksona (ur. 1993).

## Filmografia

### Filmy fabularne
- 1980: Zakochać się jeszcze raz (Falling in Love Again) jako Beaver (lata 40.)
- 1981: Ucieczka z Nowego Jorku (Escape From New York) jako Punk
- 1981: Szarże (Stripes) jako Cruiser
- 1983: W krzywym zwierciadle: Wakacje (National Lampoon's Vacation) jako Asystent mechanika
- 1984: Anioł zemsty (Angel) jako zabójca
- 1984: Granice miasta (City Limits) jako Whitey
- 1988: Błyskotka (Glitz, TV) jako Teddy Magyk
- 1990: Dom wariatów (Madhouse) jako Fred
- 1991: Kickboxer 2: The Road Back jako Jack
- 1991: Być dziwką (Whore) jako Opuszczony
- 1992: Mikey jako Neil Trenton
- 1992: Więcej szmalu (Mo’ Money) jako Keith Heading
- 1993: Gettysburg jako szeregowiec Bucklin (USA)
- 1993: Upadek (Falling Down) jako tata na przyjęciu
- 1994: Klient (The Client) jako Jack Nance
- 1994: Gwiezdne wrota (Stargate) jako podpułkownik Charles Kawalsky
- 1995: Nixon jako Gordon Liddy
- 1995: Trzy życzenia (Three Wishes) jako ojciec Lelanda
- 1996: Czas zabijania (A Time to Kill) jako Tim Nunley
- 1997: Poszukiwany (Most Wanted) jako kapitan policji
- 1997: Con Air – lot skazańców (Con Air) jako publiczny obrońca
- 1997: Koniec przemocy (The End of Violence) jako Lowell Lewis
- 1999: Przedsionek piekła (Purgatory, TV) jako Badger
- 1999: Wszędzie, byle nie tu (Anywhere But Here) jako Jimmy
- 2000: Stracone dusze (Lost Souls) jako Henry Birdson
- 2000: Ocalić Nowy Jork (Fail Safe, TV) jako pułkownik Cascio
- 2001: Pearl Harbor jako Senior Doktor
- 2001: Park Jurajski III (Jurassic Park III) jako Cooper (policjant)
- 2004: Kraina obfitości (Land of Plenty) jako Paul
- 2005: Dolina iluzji (Down in the Valley) jako Steve
- 2006: Jesse Stone: Śmierć w raju (Jesse Stone: Death in Paradise) jako Jerry Snyder
- 2008: Szczęśliwy powrót (The Lucky Ones) jako Tom Klinger
- 2011: Tożsamość szpiega. Upadek Sama Axa (Burn Notice: The Fall of Sam Axe, TV) jako Adm. James G. Lawrence
- 2011: Dobór naturalny (Natural Selection) jako Abe

### Seriale TV
- 1981: Posterunek przy Hill Street (Hill Street Blues) jako Tom
- 1983: Cagney i Lacey (Cagney & Lacey)
- 1984: Hunter jako okradający bank
- 1984-87: Policjanci z Miami (Miami Vice) jako detektyw Lawrence „Larry” Zito
- 1989: Falcon Crest jako Gus Wallach
- 1989: Piękna i Bestia (Beauty and the Beast) jako Vernon Toulane
- 1990: Prawnicy z Miasta Aniołów (L.A. Law) jako Kevin Delahanty
- 1994: Prawnicy z Miasta Aniołów (L.A. Law) jako Tim
- 1995: Szeryf (The Marshal) jako Earl 'The Beast' Lipscomb
- 1996: Portret zabójcy (Profiler) jako Toby 'The Wick' Wood
- 1996: Ostry dyżur (ER) jako syn Johnsona
- 1997: Nash Bridges jako Albert Foss
- 1998: Kameleon (The Pretender) jako szeryf Delmont
- 1999: JAG jako Jack Raglan
- 1999: Z Archiwum X jako Wilson Pinker Rawls
- 2000: Prezydencki poker (The West Wing) jako Claypool
- 2002: The Guardian jako Fortunato
- 2002: Nowojorscy gliniarze (NYPD Blue) jako
- 2002: Prezydencki poker (The West Wing) jako Claypool
- 2002−2003: The Shield: Świat glin jako Asystant szefa Ben Gilroy
- 2003: Karen Sisco jako Junior McLeod
- 2003: Bez śladu (Without a Trace) jako Doyle
- 2003: Obława (Dragnet) jako dr Rupert Miles
- 2005: Życie przede wszystkim (Strong Medicine) jako pan Lawson
- 2005−2006: Miasteczko Point Pleasant (Point Pleasant) jako David Burke
- 2007: Kobiecy Klub Zbrodni (Women’s Murder Club) jako Paul Galvan
- 2007: Dowody zbrodni (Cold Case) jako Isaac Keller
- 2007: Jerycho (Jericho) jako Guwernator Trader
- 2010: Magia kłamstwa (Lie to me) jako Charlie Everett
- 2011: Partnerki (Rizzoli & Isles) jako Arthur Dunbar
- 2012: Skandal (serial telewizyjny) (Scandal) jako Ray Dwyer